# آرام ام‌پی۳
آرام سارگسیان (ارمنی: Արամ Սարգսյան؛ انگلیسی: Aram Sargsyan با نام هنری آرام ام‌پی۳ (Aram Mp3)؛ زادهٔ ۵ آوریل ۱۹۸۴) یک خواننده، شومن، و ترانه‌پرداز اهل ارمنستان است. وی از سال ۲۰۰۶ میلادی تاکنون مشغول فعالیت بوده است. آرام ام‌پی۳ نماینده ارمنستان در مسابقه آواز یوروویژن ۲۰۱۴ بوده است.

## زندگی‌نامه
وی در ۵ آوریل ۱۹۸۴ در ایروان به دنیا آمد و از دانشگاه پزشکی دولتی ایروان فارغ‌التحصیل گشت. وی همچنین برنده جوایزی همچون [[]] شد.

## نگارخانه

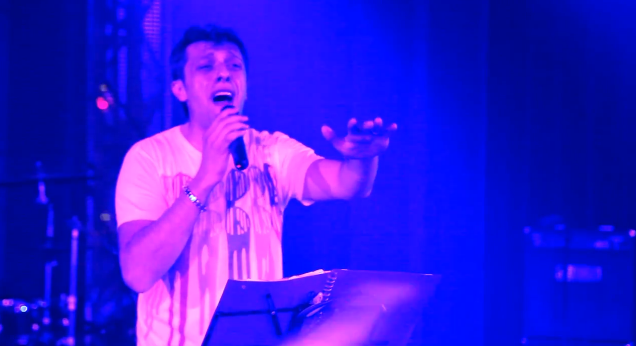
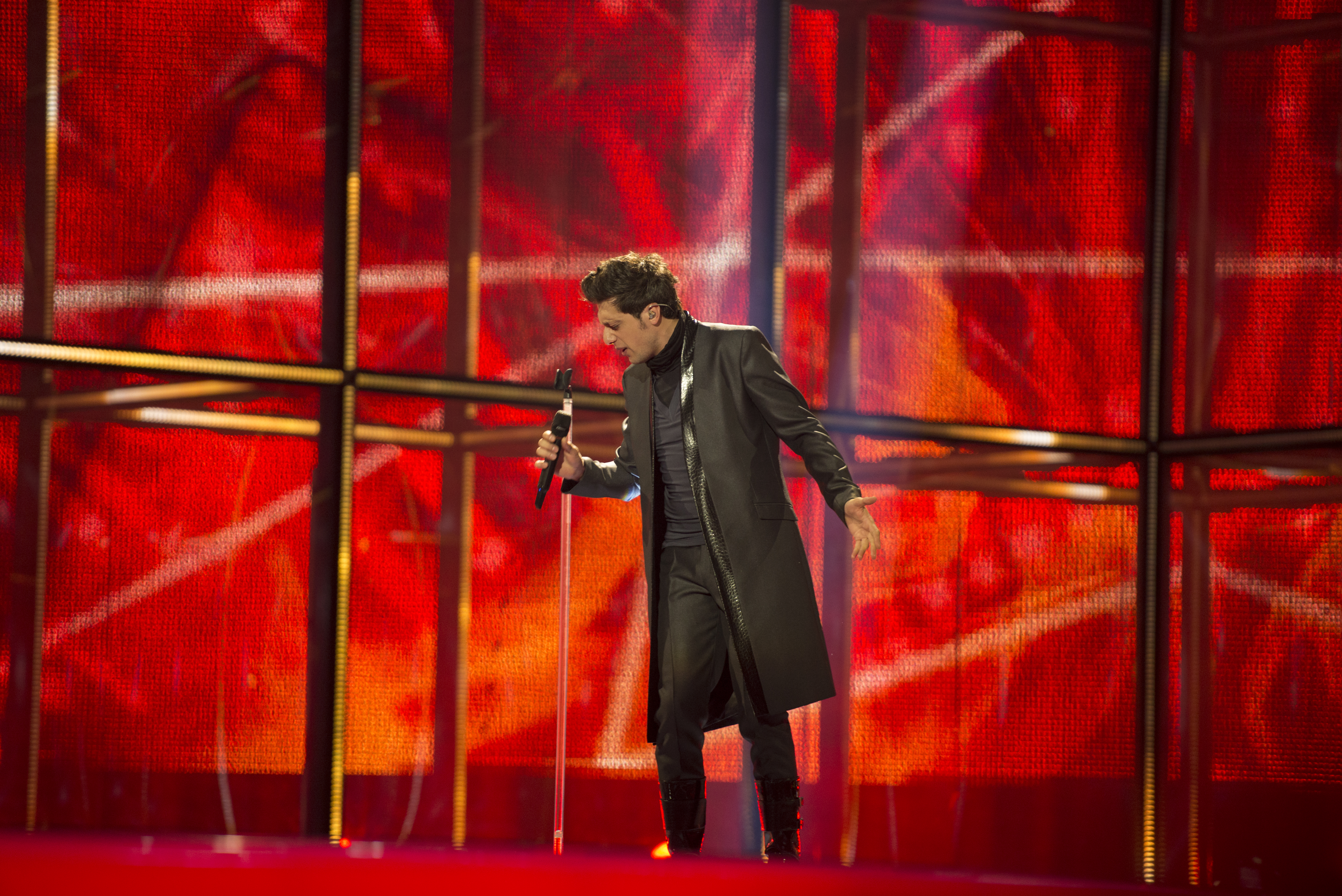

## گزیده فیلمشناسی
- مسیر رؤیایی ما (۲۰۱۷)